# Cheilosia robusta
Cheilosia robusta är en tvåvingeart som först beskrevs av James Stewart Hine 1922.  Cheilosia robusta ingår i släktet örtblomflugor, och familjen blomflugor. Inga underarter finns listade i Catalogue of Life.